# 웁시

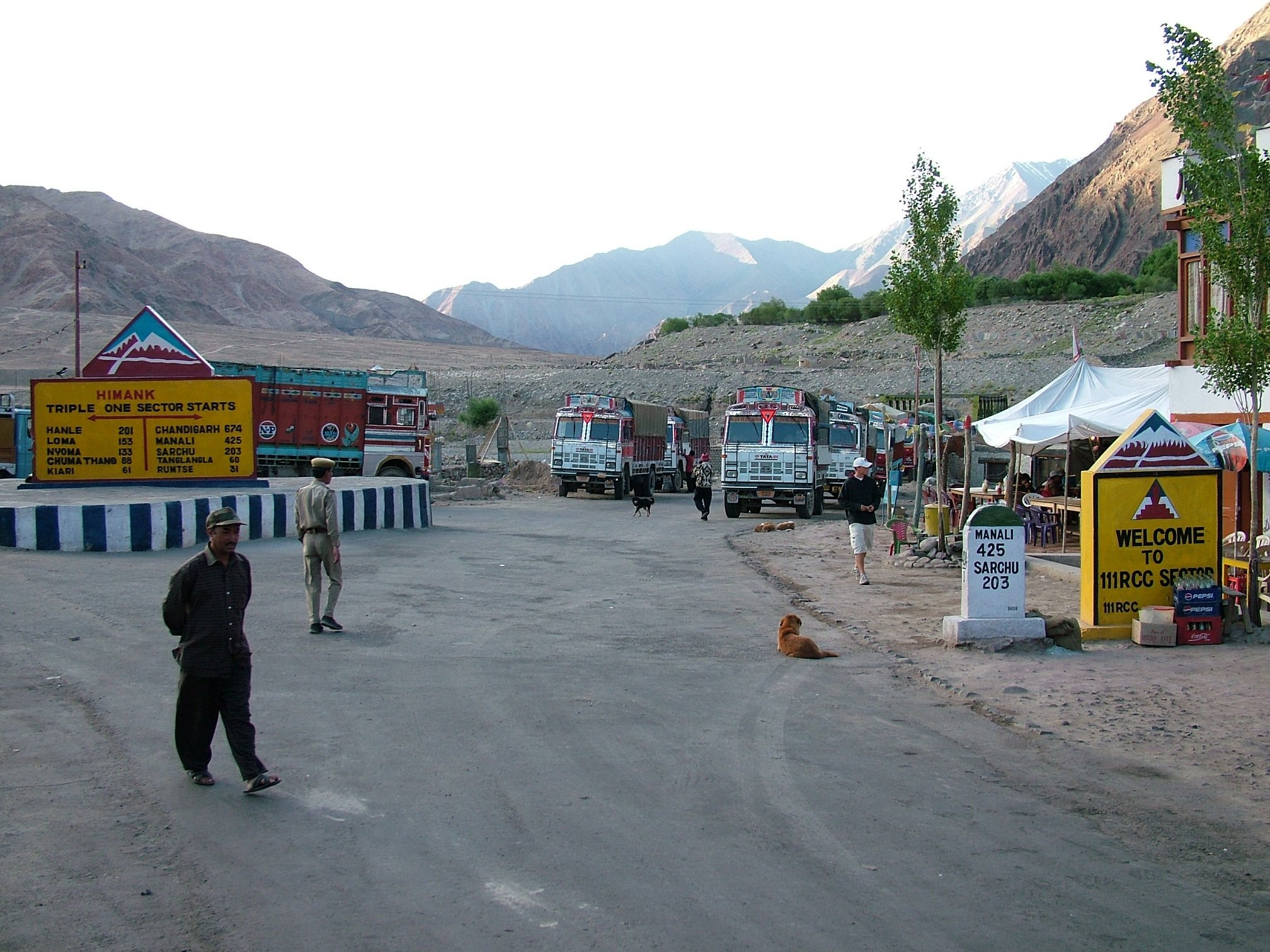

웁시(Upshi)는 인도 라다크의 레마날리고속도로의 마을이자 도로교차점이다. 인더스강 계곡과 레마날리고속도로의 탕랑라를 따라 도시 레의 남동쪽으로 47킬로미터 떨어진 곳에 위치한다. 갸(Gya) 또한 남쪽 방향을 향해있다.